# Giovanni da Cermenate
Giovanni da Cermenate (Milano, 1280 circa – 1344 circa) è stato un notaio e uno storico autore della Historia de situ Ambrosianae urbis.
Giovanni da Cermenate è un rappresentante della cultura laica che costituisce uno degli aspetti principali della civiltà comunale ed è un esempio della cronachistica trecentesca di Milano che partendo dall'eredità degli storiografi ecclesiastici dei secoli precedenti vede impegnati i cittadini milanesi ed in particolare i notai.
Giovanni è stato attivo nel delicato momento in cui i milanesi erano in continua discordia tra loro ed i Visconti si opponevano ai Torriani (o Della Torre) e su questi prevalsero.

## Biografia
Giovanni da Cermenate nacque secondo quanto lui stesso riferisce a Milano ma la famiglia era originaria di Cermenate (CO) ed è documentata l'attività notarile di Giovanni in Como. Il padre, fu forse un certo Lorenzo, notaio. 
La nascita di Giovanni viene posta dagli storici nell'ultimo ventennio del Secolo XIII e la sua morte viene individuata dopo il 1340 forse oltre il 1344, per un atto notarile stilato in Milano da un Giovanni da Cermenate che vien fatto coincidere con il cronista milanese.
Giovanni, legato alla famiglia Lambertenghi e filoimperiale, aderisce attorno al 1310 alla fazione dei Visconti. Dalla sua stessa cronaca si rileva che nel 1311 Giovanni fu presente a Milano ed assistette ai disordini scoppiati in città, causati dalla presenza dei cancellieri imperiali di Enrico VII di Lussemburgo. Sempre nel 1311 Giovanni fu all'assedio di Brescia e nel 1313 partecipò, come inviato (syndicus) di Enrico VII, all'incontro di Lodi con il vicario imperiale Werner di Homberg.
Dal 1335 al 1340 un Giovanni da Cermenate è membro del Consiglio generale di Milano, ma non è detto che si tratti del cronista perché il nome Giovanni è comune nella famiglia. 
Nella sua Historia parla di Milano come della propria città (definendo i milanesi "stolidi cives nostri" e Milano "urbs nostra")

## LaHistoria
Giovanni è autore della Historia Iohannis de Cermenate notarii Mediolanensis de situ Ambrosianae urbis et cultoribus ipsius et circumstantium locorum ab initio et per tempora successive et gestis imp. Henrici VII, che è divisa in sessantotto capitoli. L'Historia copre essenzialmente gli anni dal 1309 al 1314 e può essere considerata la fonte più importante per quel periodo, utilizzata dai cronisti suoi contemporanei, come Galvano Fiamma e da tutti gli storici milanesi posteriori

La Historia, nella versione giunta noi, termina nel 1314 e fu scritta probabilmente a partire dal 1317. Essa avrebbe in origine coperto un lasso di tempo maggiore (fino al 1322) e sarebbe quindi stata scritta in momenti diversi.
La Historia si può dividere in due parti: la prima che comprende i capitoli dal primo al settimo in cui Giovanni sintetizza la storia delle terre lombarde a partire da Tubal, figlio di Noè e, narrando della fondazione delle città lombarde da parte del gallo Brenno, giunge alla calata dei Longobardi ed all'arrivo di Enrico VII a Milano. 
In tale prima parte Giovanni esprime la sua visione politica ed esalta la necessità di un governo centralizzato e l'equiparazione tra Papato ed Impero.
La seconda parte, di gran lunga più importante, è la cronaca degli anni dal 1309 al 1314. In quanto notaio Giovanni è ben informato sui fatti cittadini e partecipa attivamente alla vita politica. Descrive a rapidi tratti le persone ed i fatti cogliendone gli spetti essenziali e facendo della Historia un racconto ricco di colore e di vita.
Di fatto anche se Enrico VII, è indicato da Giovanni come il protagonista della sua cronaca i veri protagonisti sono in realtà Milano e i Milanesi
La Historia ha avuto tre edizioni: due di Ludovico del Muratori, la prima negli Anedocta latina, II, Mediolani 1698, pp. 31-111 e la seconda nei Rerum Ital. Script., IX,Mediolani 1726, coll. 1225-1290 ed una di Luigi Alberto Ferrai in Fonti per la storia d'Italia, Scrittori del sec. XIV, II, Roma 1889.